# Åkerby, Östervåla
Åkerby är en by i Östervåla socken, Heby kommun.
Åkerby förekommer i dokument första gången 1541 ("Åkerby"). Under 1500-talet upptas Åkerby i jordeboken som ett mantal skatte om 3 öresland 4 penningland med skatteutjordar i Ettinga och Stärte. Därtill bestod byn av fyra utjordar, en om 4 öresland 12 penningland till Ettinga, en om 3 öresland 21 penningland till Bragdebo, en om 2 öresland 8 penningland till Hovberga och ett om 2 öresland 10 penningland till Västersälja. Byn var ursprunglige större än nu, innan dess utjordar avsöndrades i samband med laga skifte, den sträckte sig i väster fram till Olovsborg och det nu försvunna torpet Kasbo, i öster till gården Nyåker och omfattade den nuvarande gården Rågvreten.
Bland bebyggelser på ägorna märks Halmdal, en skogskoja för vinterbruk, uppförd under 1900-talet. Lövbacka är en lägenhet uppförd i början av 1900-talet. Strängsbo omtalas första gången på 1600-talet, men var då endast en utjord, först i samband med laga skifte 1849 tillkom torpbebyggelse här. Åkerbacka tidigare ofta kallat Buddo är ett torp uppfört i slutet av 1800-talet.